# Сім днів до річки Рейн

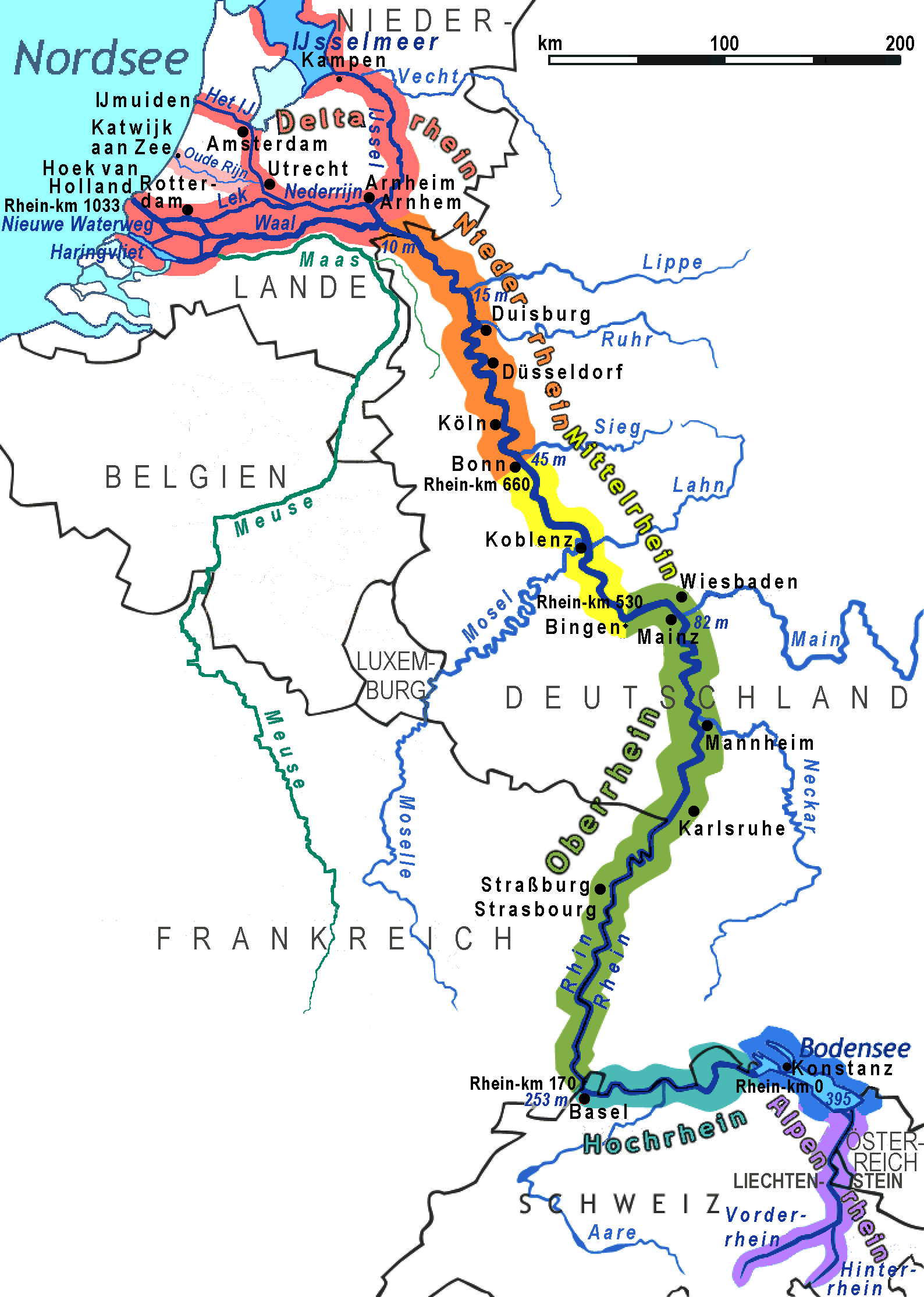
Рейн — одна з найголовніших річок в Європі

«Сім днів до річки Рейн» (рос. «Семь дней до реки Рейн») — так називалася цілком таємна командно-штабна військова гра, спланована в 1979 році Організацією Варшавського договору (ОВД). Це були радянські уявлення семиденної ядерної війни між НАТО і Об'єднаними збройними силами ОВД. Великомасштабні навчання з даного плану проводилися на території НДР щорічно аж до літа 1990 року, тобто в останній раз вони відбулися вже після падіння Берлінського муру.

## Розсекречення
Перші відомості  в плані радянського вторгнення в Західну Європу які проводились згідно цьому плану навчання, з'явились у російському друку на початку 1990-х рр. 
Чехи та угорці розсекретили пов'язані документи у 1990-х роках. Польський уряд в цей період розсекретив деякі матеріали.
Потім цей можливий сценарій третьої світової війни був оприлюднений консервативним польським урядом відразу після його обрання в 2005 році, для того, щоб «підвести риску під Комуністичним минулим країни» і «надати інформацію польській громадськості про старий режим».

## План операції
План ґрунтувався на тому, що НАТО завдасть перший удар по долині річки Вісла, що стане на заваді командуванню радянського блоку у відправці підкріплення в Східну Німеччину для запобігання вторгнення НАТО в цю країну. В результаті цього ядерного удару очікувалося, що вся Польща буде знищена і близько двох мільйонів цивільних поляків помруть.
Радянський ядерний контрудар буде спрямований проти Західної Німеччини, Бельгії, Нідерландів і Данії та північносхідної Італії.
В рамках підготовки операції вторгнення в Західну Європу, СРСР розмістив (станом на кінець 1980-х рр.) Приблизно 60 тисяч танків на своїй європейській території і в країнах Організації Варшавського договору, не рахуючи ще 20 тисяч в азійській частині СРСР. Склад, структурна організація та розгортання таких сил прямо вказували на їх наступальний, а не оборонний характер, що викликало глибоке занепокоєння в політичних та військових колах країн НАТО.
План був поступово згорнутий через прийняття в СРСР оборонної військової доктрини (1988), антикомуністичні революції у Східній Європі (1989), возз'єднання Німеччини (1990) і, нарешті, висновок Паризького договору про звичайні збройні сили в Європі (19 листопада 1990 р).

## Ядерна відповідь
Мапи, пов'язані з опублікованим планом, показують ядерні удари у багатьох державах НАТО, але виключають як Францію, так і Велику Британію.

### Відомі цілі
Відень повинен був бути вражений двома 500-кілотонними бомбами, в той час як Віченца, Верона, Падуя і кілька баз в Італії повинні були бути вражені одиночними 500-кілотонними бомбами. Угорщина мала захопити Відень.
Штутгарт, Мюнхен та Нюрнберг у Західній Німеччині мали бути знищені ядерною зброєю, а потім захоплені чехословаками та угорцями.
У Данії першими ядерними цілями були Роскілле та Есб'єрг. Роскілле, хоча і не має військового значення, є другим за величиною містом Зеландії і розташований недалеко від столиці Данії Копенгагена (відстань від центрального Копенгагена до Роскілле становить лише 35 км). Воно також було б мішенню через його культурне та історичне значення, щоб порушити моральний дух данського населення та армії. Есб'ерг, п'яте за величиною місто в країні, стане мішенню через свою велику гавань, здатну полегшити доставку великих підкріплень НАТО. Якби після двох початкових ударів був данський опір, інші цілі були б розбомблені.

## Додаткові плани
Радянські плани передбачали вихід на рубіж Північного моря і міста Ліона (Франція) на дев'ятий день наступу, потім продовження наступу до кінцевого рубежу в Піренеях. При цьому деякі союзники СРСР та ОВД (наприклад, Чехословаччина) знаходили такі цілі занадто оптимістичними. На думку сучасних західних стратегів, цілі радянської операції були повністю недосяжними. У СРСР були також плани по морській операції в Північній Атлантиці проти судноплавства НАТО.

## Відповідь НАТО
НАТО у відповідь розробила і здійснювала комплекс захисних заходів, направлених на відбиття потенційного радянського наступу. При цьому  прагнучи по можливості уникнути переростання європейського конфлікту в світову ядерну війну. Серед відповідних заходів НАТО були наступні:
- оскільки сили НАТО в Європі відставали за чисельністю танків від СРСР і ОВД в кілька разів, а перекидання додаткових танків з США морем зайняла б приблизно тиждень (занадто довгий термін з урахуванням темпів передбачуваного радянського вторгнення), то основний наголос робився на розвиток протитанкової вертолітної авіації;
- передбачалося використання нейтронних боєприпасів проти наступаючих танкових колон;
- вздовж кордону ФРН і НДР велося проектування трубопроводу, начиненого рідкою вибуховою речовиною; трубопровід міг бути детонований по всій довжині кордону в момент початку радянського вторгнення;
- в якості неядерної відповіді на радянський наступ, передбачалося також знищення виявлених радянських підводних човнів в Атлантиці.